# Халк и агенты У.Д.А.Р.
«Халк и агенты У.Д.А.Р.» (англ. Hulk and the Agents of S.M.A.S.H.) — американский мультипликационный телесериал, основанный на комиксах издательства Marvel. Премьера состоялась 11 августа 2013 года на телеканале Disney XD.

## Сюжет
Халк, Красный Халк, Женщина Халк, А-Бомба, и Скаар объединяются в команду под названием «Халк и агенты У.Д.А.Р.», для решения проблем, с которыми не могут справиться другие герои. В течение всего сериала их снимают камеры, для телешоу Рика, чтобы доказать, что Халк — герой, а не монстр.

## Персонажи
- Брюс Бэннер / Халк — главный герой сериала. Судя по всему, в этой версии личность Брюса проявляется в нём сильнее, чем в оригинальных комиксах, и, скорее всего, он имеет инкарнацию Единого Халка, так как говорит о себе в первом лице, а не в третьем, является более серьезным, умным и терпеливым, а также чаще использует свою скорость.
- Генерал Росс / Красный Халк — до того как стать Красным Халком, Росс был одержим идеей уничтожить Халка. Но после стал помогать ему. Имеет большой арсенал оружия. В команде является вторым по силе, хотя часто выкрикивает во время боя, что он самый сильный из Халков.
- Рик Джонс / А-Бомба — Рик Джонс стал А-Бомбой в результате взрыва гамма-пушки. Может сливаться с окружающей средой и сворачиваться в шар.
- Джен Уолтерс / Женщина-Халк  — двоюродная сестра Халка. В отличие от него, всегда сохраняла нормальное сознание в образе Халка. Очень сильна, имеет пару гамма-перчаток.
- Скаар — варвар. Работал на Лидера, чтобы вспомнить своё прошлое, но предал его и стал членом команды.

## В ролях

### Главные роли
- Фред Таташор — Халк, Громобой, Вольштагг, Карнак
- Клэнси Браун — Красный Халк, Хогун, Уату, Чёрный Гром
- Сет Грин — Рик Джонс / А-Бомба
- Элайза Душку — Женщина-Халк
- Бен Дискин — Скаар, Фэндрал, Бульдозер

### Второстепенные роли
- Джонатан Адамс — Поглотитель
- Ди Брэдли Бейкер — Вендиго
- Дрейк Белл — Человек-паук (1 сезон 4,14 серии, 2 сезон 9 серия)
- Джефф Беннетт — Коллекционер (1 сезон 4 серия)
- Стивен Блум — Саурон, Росомаха, Крушитель, Динозавр
- Дэвид Боат — Существо (1 сезон 4,12,24 серии)
- Крис Бош — Хеймдалль
- Трой Бэйкер — Локи
- Клэр Грантр — Титания
- Кевин Гревье — Супер-Скрулл
- Робин Аткин Даунс — Аннигилус, Мерзость[1]
- Грей Делайл — Лиландра Нерамани
- Джон Ди Маджо — Галактус
- Джон Пол Карлиак — Док Самсон
- Том Кенни — Доктор Осьминог, Невозможный человек
- Джек Коулман — Доктор Стрэндж
- Фил ЛаМарр — Дормамму
- Морис Ламарш — Доктор Дум
- Стэн Ли — Майор Стэн
- Дэвид Х. Лоуренс — Человек-крот
- Чи Макбрайд — Ник Фьюри
- Джеймс С. Мэтис III — Терракс, Малекит
- Нолан Норт — Горгон, Максимус
- Лайам О’Брайэн — Аркон
- Эдриан Пасдар — Железный человек
- Енн Рейтел — Лафей
- Кевин Майкл Ричардсон — Эго — живая планета (1 сезон 5 серия)
- Джонатан Кимбл Симмонс — Джей Джона Джеймсон
- Джеймс Арнольд Тэйлор — Лидер, Бластаар, Тритон, Лунный мальчик
- Трэвис Уиллингэм — Тор
- Мари Фабер — Кристалл, Медуза
- Марк Хилдрет — Детлок

## Эпизоды

### Сезон 1 (2013—2014)
| #    | Название                                                                        | Дата премьеры               |
| ---- | ------------------------------------------------------------------------------- | --------------------------- |
| 12   | «Doorway to Destruction Дорога к катастрофе»                                    | август 11, 2013             |
| 3    | «Hulk-Busted Халк влип»                                                         | август 18, 2013             |
| 4    | «The Collector Коллекционер»                                                    | август 25, 2013             |
| 5    | «All About the Ego Всё об Эго»                                                  | сентябрь 1, 2013            |
| 6    | «Savage Land Дикая земля»                                                       | сентябрь 15, 2013           |
| 7    | «The Incredible Shrinking Hulks Невероятно миниатюрные Халки»                   | сентябрь 22, 2013           |
| 8    | «Hulks on Ice Мороженые Халки»                                                  | октябрь 6, 2013             |
| 9    | «Of Moles and Men О кротах и людях»                                             | октябрь 27, 2013            |
| 10   | «Wendigo Apocalypse Апокалипсис от вендиго»                                     | ноябрь 3, 2013              |
| 11   | «The Skaar Whisperer Заклинатель Скаара»                                        | ноябрь 10, 2013             |
| 12   | «Into the Negative Zone В негативную зону»                                      | ноябрь 17, 2013             |
| 13   | «Red Rover Красный Роувер»                                                      | ноябрь 24, 2013             |
| 14   | «The Venom Within Веном изнутри»                                                | декабрь 8, 2013             |
| 15   | «Galactus Goes Green Галактус зеленеет»                                         | январь 19, 2014             |
| 16   | «The Trouble With Machines Восстание машины»                                    | январь 26, 2014             |
| 17   | «Abomination Мерзость»                                                          | февраль 2, 2014             |
| 18   | «Mission Impossible Man Миссия: Невозможный Человек»                            | февраль 9, 2014             |
| 19   | «For Asgard За Асгард»                                                          | февраль 23, 2014            |
| 20   | «Stranger in a Strange Land Чудной человек в Стране Чудес»                      | март 30, 2014               |
| 21   | «Deathlok Дэтлок»                                                               | апрель 13, 2014             |
| 22   | «Inhuman Nature Нечеловеческая натура»                                          | июнь 15, 2014               |
| 23   | «The Hunted Загнанный»                                                          | июнь 22, 2014               |
| 2425 | «С монстрами покончено» «Планетарный лидер» «Monsters No More» «Planet Leader'» | июнь 29, 2014 июль 13, 2014 |
| 26   | «It's a Wonderful Smash Как прекрасен этот СМЭШ»                                | декабрь 3, 2014             |

### Сезон 2 (2014—2015)
| #                                   | Название | Дата премьеры                                                    |
| ----------------------------------- | --- | ---------------------------------------------------------------- |
| 1 (27)2 (28)                        | «Планета Халк» «Planet Hulk» | октябрь 12, 2014                                                 |
| 3 (29)                              | «Крушащая команда» «The Hulking Commandos» | октябрь 19, 2014                                                 |
| 4 (30)                              | «Страх в чистом виде» «Fear Itself» | октябрь 26, 2014                                                 |
| 5 (31)                              | «Стражи галактики» «Guardians of the Galaxy» | ноябрь 2, 2014                                                   |
| 6 (32)                              | «Шок будущего» «Future Shock» | ноябрь 9, 2014                                                   |
| 7 (33)                              | «Всего один драфф» «A Druff is Enough» | ноябрь 16, 2014                                                  |
| 8 (34)                              | «Возвращение» «Homecoming» | январь 18, 2015                                                  |
| 9 (35)                              | «Паучок, я разнёс динозавра» «Spidey, I Blew up the Dinosaur» | январь 25, 2015                                                  |
| 10 (36)                             | «Самый сильный на свете» «The Strongest One There Is» | февраль 1, 2015                                                  |
| 11 (37)                             | «Доппль-Крушители» «The Dopplesmashers» | февраль 8, 2015                                                  |
| 12 (38)                             | «Большая зелёная миля» «The Big Green Mile» | февраль 15, 2015                                                 |
| 13 (39)                             | «Зелёная комната» «The Green Room» | февраль 22, 2015                                                 |
| 14 (40)                             | «Халки отступники» «The Defiant Hulks» | март 1, 2015                                                     |
| 15 (41)                             | «Выход Маэстро» «Enter, the Maestro» | март 8, 2015                                                     |
| 16 (42)                             | «Сказание о Геркулесе» «The Tale of Hercules» | март 15, 2015                                                    |
| 17 (43)                             | «День Бэннера» «Banner Day» | март 22, 2015                                                    |
| 18 (44)                             | «Все на ролики» «Wheels of Fury» | март 29, 2015                                                    |
| 19 (45)20 (46)21 (47)22 (48)23 (49) | «Дни грядущих крушений. Эра динозавров» «Дни грядущих крушений. Крушгард» «Дни грядущих крушений. Дракула» «Дни грядущих крушений. Годы Гидры» «Дни грядущих крушений. Крушители будущего» «Days of Future Smash: The Dino Era» «Days of Future Smash: Smashguard» «Days of Future Smash: Dracula» «Days of Future Smash: The Hydra Years» «Days of Future Smash: The Tomorrow Smashers'» | май 10, 2015 май 17, 2015 май 24, 2015 май 31, 2015 июнь 7, 2015 |
| 24 (50)                             | «Дух возмездия» «Spirit of Vengeance» | июнь 14, 2015                                                    |
| 25 (51)26 (52)                      | «Планета-монстр» «Planet Monster» | август 21, 2015 август 28, 2015                                  |